# Congregació de l'Oratori de Sant Felip Neri
La Congregació de l'Oratori de Sant Felip Neri, en llatí Congregatio Oratorii Sancti Philippi Nerii, és una congregació de sacerdots seculars i de seglars, constituïda com a societat de vida apostòlica. Fundada per Sant Felip Neri, els seus membres, coneguts com a oratorians o felipons, posposen al seu nom les sigles C.O. o Cong. Orat.

## Història

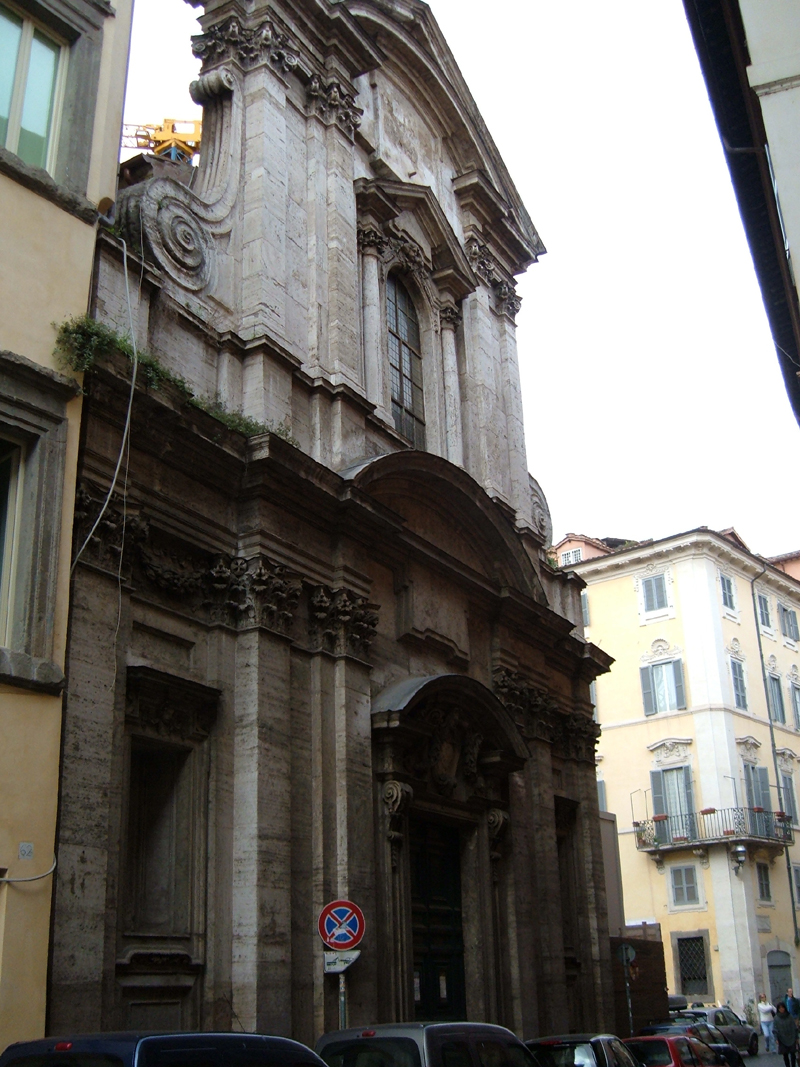
San Girolamo della Carità (Roma), edificat sobre l'església que va servir com a primera seu de la Congregació de l'Oratori

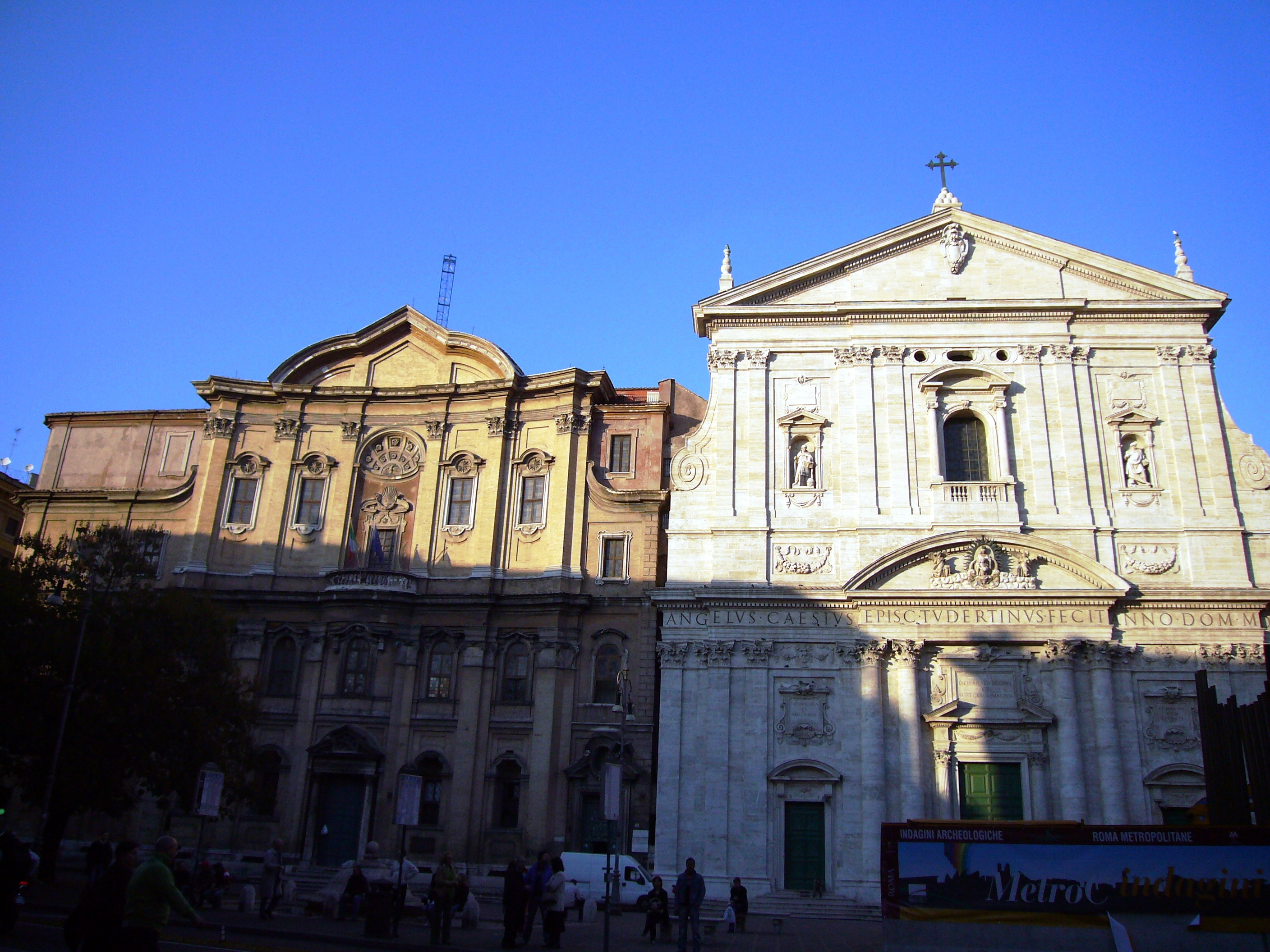
Església de Santa Maria i Oratori de Sant Felip Neri a Roma

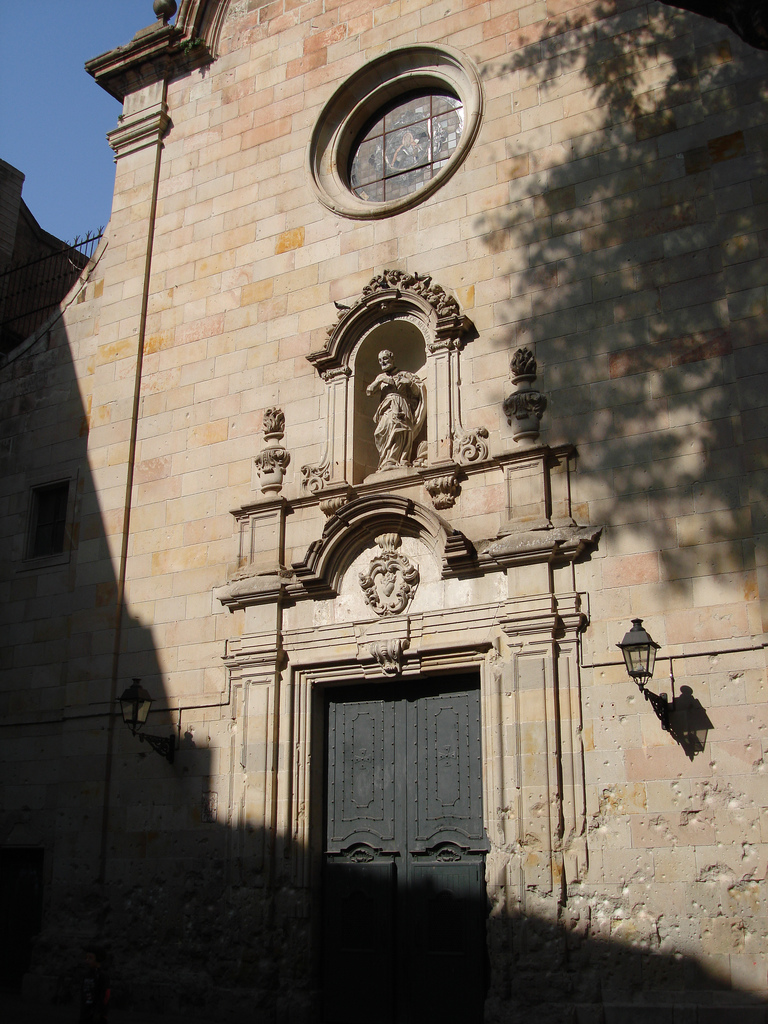
Sant Felip Neri de Barcelona

Felip Neri (1515-1595) va ser nomenat rector de l'església romana de San Giovanni dei Fiorentini l'any 1564. Allí va formar una comunitat de preveres i laics, als quals va donar els estatuts. La comunitat estava destinada a la instrucció dels joves i la salvació de les ànimes. Les reunions dels membres van començar a l'església de San Girolamo in Carità de Roma, i després van passar a la Chiesa Nuova o de Santa Maria in Vallicella, també a Roma. Va ser erigida en 1575 per la butlla Copiosus in misericordia Deus de Gregori XIII.
El sant no va voler que els membres de la congregació adquirissin vots permanents, sinó que només la caritat els vinculés a la comunitat. També volgué que cada casa es governés de manera autònoma, amb total independència de les altres. La congregació es caracteritza per la llibertat: els sacerdots i seglars no estan lligats per cap vot ni promesa que els vinculi permanentment: la mútua caritat és l'únic vincle amb la comunitat. Sant Felip va voler imitar la comunitat dels primers apòstols i considerar com a principal lligam "la llibertat que neix de l'amor". Cada oratori és una "societat clerical de vida apostòlica", on els seglars i els laics viuen en comunitat, sense més vincles. Cada comunitat segueix el model establert pel fundador i és governat autònomament.
La congregació va ser aprovada per Gregori XIII i Pau V va confirmar-ne les constitucions Christifidelium quorumlibet el 24 de febrer de 1612. Els oratoris es van difondre especialment a Itàlia i Espanya. A França els introduí el cardenal Pierre de Berulle. Entre els membres en destacaren el cardenal Cesare Baronio, Sant Francesc de Sales, Tomás Luis de Victoria, el cardenal John Henry Newman o el llavors laic Pere Tarrés i Claret.
La Societat de l'Oratori de Jesús, fundada a París en 1611 per Pierre Berullé, és una congregació diferent de la de Felip Neri, amb objectius i organització similars, però.
Avui hi ha 77 comunitats que conformen la Confederació de Congregacions d'Oratorians que, tot i ser autònomes, comparteixen llaços. Són presents a 17 estats: 53 congregacions a Europa, 23 a Amèrica i una a l'Àfrica, amb un total de 470 membres, a més de 80 principiants i uns 100 postulants.

## Vinculació amb la música
La Congregació de l'Oratori va donar nom al gènere musical de l'oratori. A les reunions dels seus membres, ja en època de Felip Neri, s'escenificaven fragments de les escriptures acompanyades de música i cant, que es van anar desenvolupant fins a arribar a constituir-se en obres autònomes. La primera composició que pot ésser considerada com a oratori són les Rappresentazione di anima e di corpo, d'Emilio de' Cavalieri (1600).